# Kerinci (regentschap)
Kerinci (ook wel Kerintji of Korintji) is een regentschap in de provincie Jambi op Sumatra, Indonesië. Het regentschap heeft 297.454 inwoners en heeft een oppervlakte van ongeveer 4200 km². De hoofdstad van Kerinci is Sungai Penuh.
Het regentschap grenst in het noorden aan het regentschap Solok (provincie West-Sumatra), in het oosten aan de regentschappen Bungo en Merangin, in het zuiden aan de regentschappen Merangin en Muko-Muko (laatstgenoemde in de provincie Bengkulu) en in het westen aan het regentschap Zuid-Pesisir (provincie West-Sumatra).
Belangrijke bezienswaardigheden in Kerinci zijn het Nationaal park Kerinci Seblat (Indonesisch: Taman Nasional Kerinci Seblat) en de in dat park gelegen berg Kerinci (Indonesisch: Gunung Kerinci), de hoogste vulkaan in Indonesië.
Kerinci is onderverdeeld in 11 onderdistricten (kecamatan):
- Air Hangat
- Air Hangat Timur
- Batang Merangin
- Danau Kerinci
- Gunung Kerinci
- Gunung Raya
- Kayu Aro
- Keliling Danau
- Hamparan Rawang
- Sitinjau Laut
- Sungai Penuh

Stadsgemeenten: Jambi · Sungai Penuh

Regentschappen: Batang Hari · Bungo · Kerinci · Merangin · Muaro Jambi · Sarolangun · West-Tanjung Jabung · Oost-Tanjung Jabung · Tebo